# Liste tadschikischer Komponisten klassischer Musik
Diese Liste enthält bekannte tadschikische Komponisten der klassischen Musik.
- Firus Bachor (* 1942)
- Alischer Latifsoda (* 1962)
- Sarrina Mirschakar (* 1947)
- Scharofiddin Saifiddinow (1929–2015)
- Talabchudscha Sattorow (1953–2007)
- Sijadullo Schahidij (1914–1985)
- Tolib Schahidij (* 1946)
- Benjamin Yusupov (* 1962)